# Danmarks Restauranter og Cafeer
Danmarks Restauranter og Cafeer (DRC) er en brancheforening for restauranter og caféer i Danmark.
DRC har ca. 1.200 medlemmer landet over, og er dermed Danmarks største organisation for restauranter og cafeer. Til sammenligning har Danmarks anden brancheorganisation på området, HORESTA, omkring 1.100 restauranter og cafeer som medlemmer.
Foreningen har som formål at forbedre vilkårene for branchen, og yder blandt andet rådgivning samt driver hotelklassifikationen Dansk Hotel Standard. DRC fungerer imidlertid ikke som arbejdsgiverforening, idet man ikke har indgået nogle overenskomster med fagforbund.
Organisationen udgiver bladet Restaurant og Café, der udkommer seks gange årligt.
Siden 2005 har DRC været medlem af Dansk Erhverv.